# Catostomus warnerensis
Catostomus warnerensis é uma espécie de peixe actinopterígeo da família Catostomidae.
Apenas pode ser encontrada nos Estados Unidos.